# طقس روماني

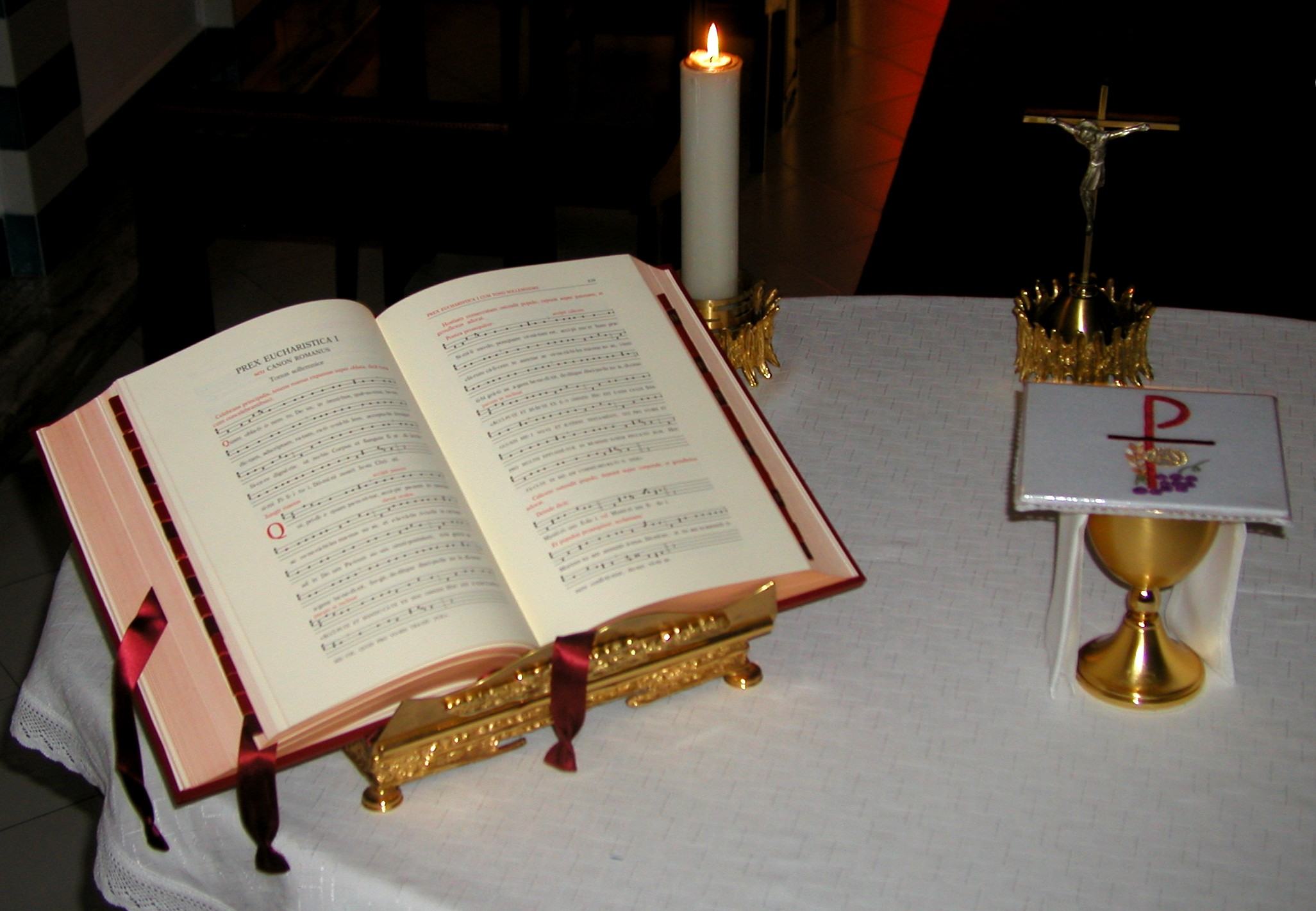

الطقس الروماني هو الطقس الليتورجي الأكثر انتشارًا في الكنيسة الكاثوليكية، وواحد من الطقوس اللاتينية المستخدمة في الكنيسة الغربية أو اللاتينية. وقد تم تطور الطقس الروما على مر القرون حيث يمكن تقسيمها إلى ثلاث مراحل: مرحلة ما قبل تريدنتين، قداس تريدنتين وقداس البابا بولس السادس.
يعتبر الطقس اللاتيني من أكثر الطقوس انتشارًا في العالم، إذ يتبع التقليدي اللاتيني حوالي 1.19 مليار، في حين أنّ أتباع الكنائس الكاثوليكية الشرقية ذات التقاليد الطقسية الشرقية فتصل أعدداهم إلى 17.2 مليون.